# Wiekowice (województwo dolnośląskie)
Wiekowice – osada w Polsce położony w województwie dolnośląskim, w powiecie głogowskim, w gminie Żukowice.
W latach 1975–1998 miejscowość administracyjnie należała do województwa legnickiego.